# Riccardo Pitter
Riccardo Pitter all'anagrafe Piter (Castel d'Aviano, 1899 – Milano, 6 ottobre 1976) è stato uno scultore e pittore italiano.

## Biografia

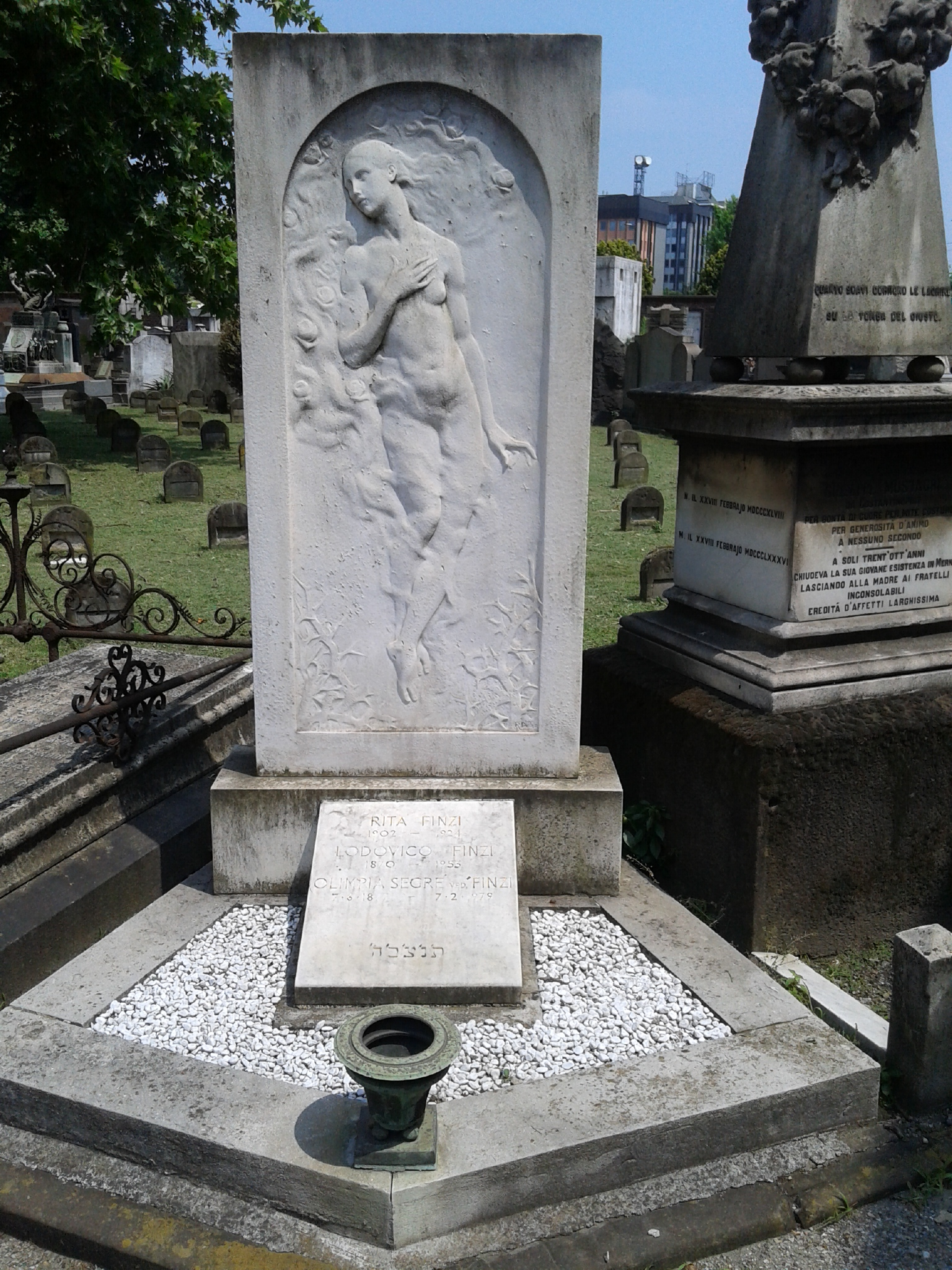
Tomba di Rita Finzi (1902-1924) al Cimitero Monunentale di Milano, reparto Israeliti, campo 1, giardino 27

Figlio di Antonio, scalpellino, e Maria Merlo, dimostrò da subito doti non comuni nel modellare la pietra delle cave avianesi e nella pratica del disegno. Sin dal 1914, infatti, si registrano sue opere come un Giuseppe Garibaldi a figura intera, un busto di Dante Alighieri, e vari ritratti su carta, compreso quello del padre, eseguito a diciassette anni.
Nel 1918 venne chiamato alle armi per la Prima Guerra Mondiale, nella quale era perito fratello Giuseppe nel 1915, riuscendo a scampare miracolosamente alla fucilazione.
Nell'ottobre del 1920 si trasferì a Milano, dapprima nello studio del celebre Adolfo Wildt e quindi, in qualità di assistente, in quello dell'altrettanto celebre Giannino Castiglioni, che lo impiegò nei lavori per la Stazione Centrale e lo mise in contatto con le famiglie più in vista milanesi.
Nel 1924 realizzò la tomba di Rita Finzi, morta a 22 anni, nel reparto Israeliti del Cimitero Monumentale di Milano, aiuola 1, giardino 27 con il bassorilievo di una giovane donna.
Per il pilota automobilistico Giuseppe Campari, morto in pista, Riccardo Pitter nel 1934 realizzò la tomba permanente al Cimitero Maggiore di Milano, tomba 163-164 del Campo 62. Inoltre, negli anni trenta portò a termine (1933) il Monumento per i Caduti della Grande Guerra a Cinisello Balsamo.
Ottenne successo alle Sindacali milanesi di quegli anni, specie nelle edizioni del 1937 e 1938 nel campo della ritrattistica, genere nel quale eccelse.
Nel 1940 venne richiamato alle armi, ma fu congedato poco dopo, portando così a termine le due colossali statue di San Francesco e Santa Caterina per la Chiesa Prepositurale di Lissone. Suo pure, realizzato in quegli anni, il monumento a un altro pilota automobilistico, nonché meccanico e collaudatore: Attilio Marinoni, sempre al Cimitero Maggiore di Milano; monumento ora non più esistente, data l'esumazione a fine concessione tomba delle ossa di Marinoni (schiantatosi durante un collaudo), ora nell'Ossario Centrale Superiore.
Dopo aver sposato Teresa Achille, che gli diede le tre figlie Rossana, Giuliana e Loredana, espose con successo presso la Galleria Ranzini a Brera, tra il 1949 ed il 1950. Un giovanissimo Arnaldo Pomodoro frequentò il suo studio, al pari di Giacomo Manzù.
Negli anni cinquanta realizzò più di 150 monumenti funerari a Milano e nella provincia (Lecco, Varese, Caravaggio, Saronno, Busto Arsizio, Cassano D'Adda, Legnano, ecc.).
A Monza , nel Cimitero Urbano di viale Foscolo è presente almeno un'opera di Riccardo Piter firmata e  datata 947 . È un Angelo indicante la via del Paradiso (vedi immagine allegata)
Suo è anche lo splendido sepolcro per la soubrette Nella Regini, al secolo Ilka Scarneo (morta nel 1963), al Cimitero Monumentale di Milano, tomba 208 del Circondante di Ponente. Infine si segnala il Monumento ai Caduti delle Guerre per la natia Aviano, inaugurato alla presenza di Giulio Andreotti nel novembre 1964.
Morì a Milano il 7 ottobre 1976. I suoi resti riposano nel cimitero Maggiore.
Nel dicembre 2015 è stata presentata la monografia a lui dedicata; inoltre è stata inaugurata la Gipsoteca "R. Piter" presso Aviano, sua città natale.
Dal 2019, ad Aviano (Palazzina Ferro) é presente la mostra permanente delle opere di questo scultore locale.